# Fango in paradiso
Fango in paradiso è un singolo della cantautrice italiana Francesca Michielin, pubblicato il 12 febbraio 2025.
Il brano è stato presentato in gara durante la 75ª edizione del Festival di Sanremo, dove si è classificato al ventunesimo posto al termine della manifestazione.

## Antefatti e descrizione
Il brano è scritto e composto dalla stessa cantautrice con Davide Simonetta, in arte d.whale (il quale ha anche curato la produzione), e Alessandro Raina. Esso, avendo segnato la terza partecipazione dell'artista al Festival di Sanremo, è stato descritto in un'intervista in conferenza stampa:

## Promozione
Dopo la conferma della cantautrice tra i big in gara al Festival di Sanremo 2025, annunciata da Carlo Conti al TG1 il 1º dicembre 2024, il titolo del brano è stato rivelato il 18 dicembre nel corso della finale della diciottesima edizione del concorso canoro Sanremo Giovani.

## Accoglienza
Fango in paradiso è stato accolto con recensioni generalmente favorevoli da parte della critica specializzata.
Andrea Laffranchi del Corriere della Sera scrive che nelle sonorità e nella voce di Michielin vi è «eleganza» definendola «una ballad che si apre con un crescendo», caratterizzata da «uno dei pochi testi con delle immagini non usurate». Gianni Sibilla di Rockol afferma che il brano appaia come  «il seguito di Nessun grado di separazione» ma il cui ritornello risulti invece «amaro». Andrea Silenzi de La Repubblica apprezza la melodia «irregolare ma non banale», trovando che «la costruzione ha una sua originalità», nonostante la tematica del testo non sia innovativa.

## Video musicale
Il video musicale, diretto da Giacomo Triglia, è stato pubblicato in concomitanza all'uscita del brano attraverso il canale YouTube della cantautrice. Il video è interpretato dalla stessa artista con l'attore italiano Maziar Firouzi e vede un cameo del pilota automobilistico spagnolo Fernando Alonso.

## Tracce
Testi e musiche di Francesca Michielin, Davide Simonetta e Alessandro Raina.
1. Fango in paradiso – 3:29

## Formazione
- Francesca Michielin – voce, produzione
- Davide "d.whale" Simonetta – produzione
- Giovanni Pallotti – produzione

## Classifiche
| Classifica (2025) | Posizione massima |
| ----------------- | ----------------- |
| Italia            | 24                |

## Date di pubblicazione
| Paese  | Data             | Formato                      | Etichetta  | Nota   |
| ------ | ---------------- | ---------------------------- | ---------- | ------ |
| Mondo  | 12 febbraio 2025 | Download digitale, streaming | Columbia   | [ 30 ] |
| Italia | 12 febbraio 2025 | Contemporary hit radio       | Sony Italy | [ 3 ]  |
| Italia | 14 febbraio 2025 | CD                           | Columbia   | [ 31 ] |